# На Місяці нічого не трапляється
На Місяці нічого не трапляється (англ. Nothing Ever Happens on the Moon) — науково-фантастичне оповідання Роберта Гайнлайна. Вперше опубліковане журналом Boys' Life у квітні, травні 1949.
Оповідання про хлопця, який намагається отримати ранг скаута-орла на Місяці. По ходу сюжету, Гайнлайн детально описує проблему виживання на Місяці при зовнішньому вакумі, температурних перепадах, довгому місячному «дні» та пониженій гравітації.

## Сюжет
Брюс, скаут-орел з Колорадо, під час свого перельоту на Венеру, на три тижні опиняється на Місяці. Він розкаховує скласти іспити «скаут-орел (Місяць)» і потім «скаут-орел (Венера)», таким чином стати першим, хто отримав ці 3 звання.
На Місяці спочатку йому приходиться не солодко, оскільки ні його загін, ні скаут-майстер не вірять, що йому це вдасться.
Але Брюс швидко прогресує, отримуючи допомогу від іншого скаута Сема. В поході загін долає відстані на лижах по пилюці і врешті розкладає табір із наметами зі штучною атмосферою.
Наступного дня загін добирається до базового табору в печерах, обладнаного сонячними панелями та відновлюючими атмосферу рослинами.
Звідси Сем та Брюс вирушають підкорювати скелю, маючи намір спуститись по іншому схилу.
При спускові Сем пошкодив ногу при падінні, уникаючи зіткнення з валунами. Брюс змайстрував тобоган, щоб тянгути Сема за собою по рівнині. 
Наступна неприємність з ними трапилась, коли вони провалились у порожнину під шаром пилюки. Спочатку Сем не мав надії на порятунок, оскільки раніше це нікому не вдавалось. Хлопці навіть найшли трупи попередніх жертв цієї пастки. Але Брюс не втратив надію. Після невдалих спроб викарабкатись нагору, він спробував прокопати хід у сусідню печеру. Коли в них вже закінчувалось повітря, йому таки вдалось прокопати хід і вийти на поверхню із печер. Брюс витягує Сема на поверхню і тягне у напрямку табору скаутів, постійно передаючи сигнал про допомогу. Врешті їх знаходять пошукові партій скаутів.
Після відновлення Брюса, скаутмайстер повідомляє, що загін дає йому скільки потрібно часу для завершення його випробувань